# Ritchie Neville
Richard Neville Dobson také známý jako Ritchie Neville (* 23. srpna 1979 Solihull je anglický zpěvák, sommelier, příležitostný hudební skladatel a člen popové skupiny Five. Jeho rodiče byli také hudebníci. Navštěvoval soukromou školu Bromsgrove ve Worcestershire.
Od čtyř let zpíval v kostelním sboru. Během dospívání byl ovlivněn stylem grunge představovaným hudebními skupinami jako The Smashing Pumpkins či Soundgarden. Svou první skupinu založil s bizarním názvem Anal Beard, pro kterou bylo typické volné oblečení a dlouhé vlasy. V sedmnácti letech v Londýně viděl v novinách The Stage inzerát na konkurz, hledající mladé zpěváky. Na konkurzu se sešel s dalšími hudebníky, kteří byli na konkurzu úspěšní. Společně později založili skupinu Five.
Po rozpadu Five na začátku roku 2001 se odstěhoval do Austrálie, kde pracoval jako sommelier. Na hudební scénu se skupinou Five se vrátil v letech 2006 a 2007, pak se skupina znovu rozešla a tak se pokoušel prosadit v televizi jako moderátor, herec a ucházel se i o účinkování v různých reality show. V roce 2012 se znovu vrátil na scénu se skupinou Five.